# 라우리 포라
라우리 페트리 포라(스웨덴어: Lauri Petri Porra、1977년 12월 13일 ~ )는 핀란드의 파워 메탈, 멜로딕 스피드 메탈 밴드, 스트라토바리우스의 베이시스트이다. 외증조부는 핀란드의 클래식 음악가인 장 시벨리우스이다.

## 프로필
헬싱키에서 태어났다. 시벨리우스의 시대부터 4대 연속으로 음악가 집안이라는 환경에서 자라, 본인은 어렸을 때부터 뮤지션이 될 것이라고 생각했다고 한다. 여섯 살 때부터, 오페라 가수인 어머니의 추천으로 음악학교에서 첼로를 배우기 시작한다. 14세경부터 친구의 추천으로 헤비 메탈에 흥미를 갖기 시작하여 그 당시부터 재즈, 클래식 음악, 록 음악 등, 여러 가지 장르의 음악으로부터 영향을 받아, 16세가 되던 해, 베이시스트로 전향하였다. 1997년부터 2004년까지 헬싱키 재즈 팝스 음악원에서, 트럼펫, 보컬, 콘트라베이스, 피아노도 배웠다. 1997년부터 1999년까지, 런던 교향악단과 함께 공연했던 경험도 가지고 있다. 2004년부터 티모 코티펠토의 솔로 프로젝트인 KOTIPELTO에서 베이스를 담당하고 있다. 2005년 가을에 밴드를 탈퇴한 야리 카이누라이넨의 뒤를 이어, 스트라토바리우스에 가입하였다.
2006년에는 뮤지컬 [Heavy x-mas]의 음악감독, 2007년의 핀란드 영화 [:fi:V2 – jäätynyt enkeli|V2 – jäätynyt enkeli]의 음악감독을 담당하였다. 예명을 사용하여 스튜디오 뮤지션으로서 CF 음악과 팝 앨범의 제작에도 참여하고 있다. 현재도, [KOTIPELTO]와 [WARMEN] 등의 헤비 메탈 밴드에서의 활동 외에, 남미 음악의 영향을 받은 어쿠스틱 밴드[EMMA SALOKOSKI ENSEMBLE]와, 인도인과 핀란드 인의 혼성 밴드인 [Crazy World], 그리고 또다른 어쿠스틱 밴드인 [JONNAS PROBLEM] 등에서도 활동을 계속하고 있다. 2003년과 2004년에는 남성 클래식 코러스단 [YL Male Voice Choir]에도 참가하고 있다.

## 디스코그래피

### 솔로 명의
- All Children Have Superpowers (2008년)
- Rauri Porra (2005년)